# Paramyia nitens
Paramyia nitens är en tvåvingeart som först beskrevs av Friedrich Hermann Loew 1869.  Paramyia nitens ingår i släktet Paramyia och familjen sprickflugor. Inga underarter finns listade i Catalogue of Life.